# 阿韋尼奧戈爾代維奧

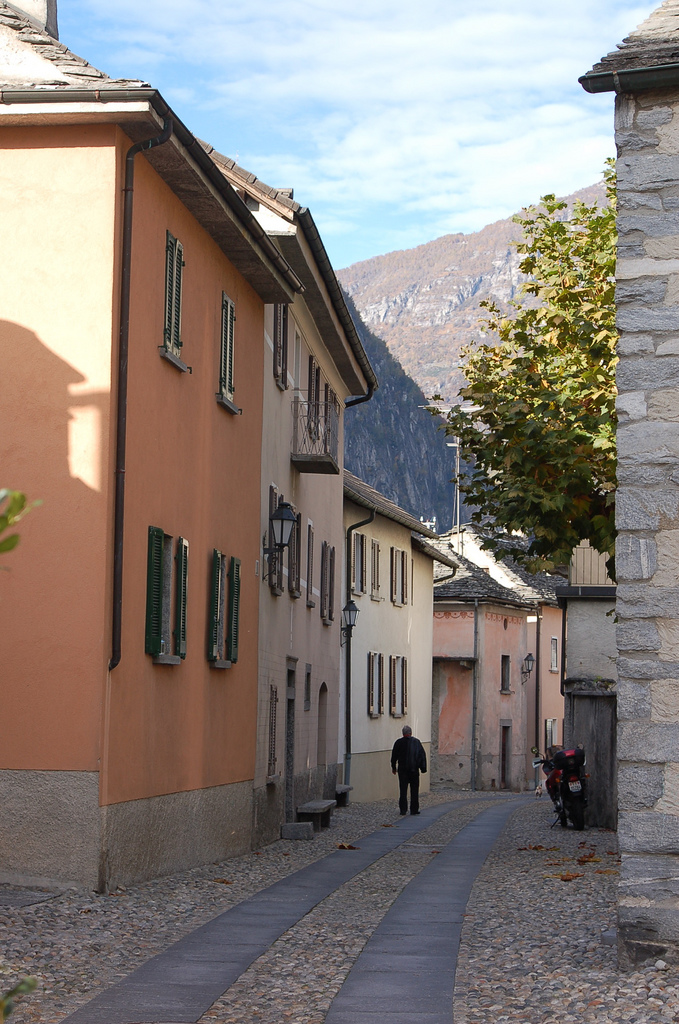

阿韋尼奧戈爾代維奧是瑞士的城鎮，位於該國南部，由提契諾州負責管轄，面積27.34平方公里，海拔高度293米，2011年人口1,426，人口密度每平方公里52人。

## 外部連結
- Official website （页面存档备份，存于） （意大利文）